# Nebulosa Borboleta

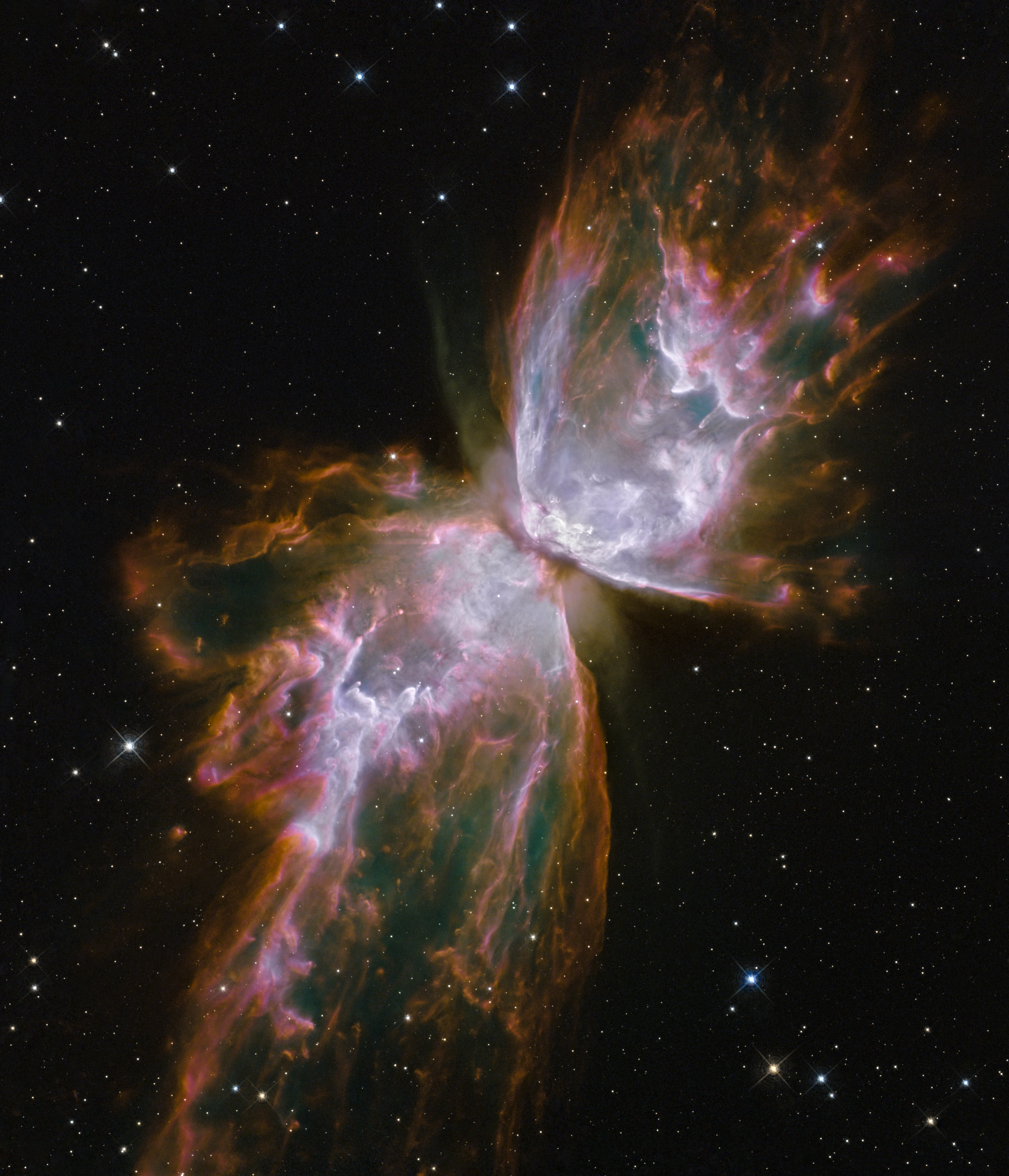
Nebulosa Borboleta

NGC 6302 (também chamada de Nebulosa Borboleta) é uma nebulosa planetária bipolar na constelação do Escorpião. A estrutura da nebulosa é uma das mais complexas já observadas em Nebulosas planetárias. O espectro de NGC 6302 mostra que sua estrela central é um dos mais quentes objetos da galáxia, com uma temperatura de superfície superior a 200 mil Kelvins, o que implica que a estrela da qual se formou deve ter sido muito grande.
A estrela central, uma anã branca, só foi descoberta recentemente (Szyszka et al. 2009), usando a câmera WFC3, atualizada a bordo do Telescópio Espacial Hubble. A estrela tem uma massa atual de cerca de 0,64 massas solares. É cercada por um disco particularmente denso equatorial composto por gás e poeira. Esse disco é denso postulado ter causado saídas da estrela para formar uma estrutura bipolar (Gurzadyan 1997) semelhante a uma ampulheta. Essa estrutura bipolar apresenta características muito interessantes observadas em nebulosas planetárias, tais como paredes de ionização, nós e arestas.

## Historia de Observação
Como ele está incluído no Novo Catálogo Geral, este objeto é conhecido desde pelo menos 1888. O primeiro estudo conhecido de NGC 6302 é por Edward Emerson Barnard, que o desenhou e descreveu em 1907.
Desde então, tem sido o foco de muitos trabalhos e apresenta muitas características interessantes dignas de estudo. O interesse nos últimos anos mudou a partir de discussões sobre o método de excitação na nebulosa.

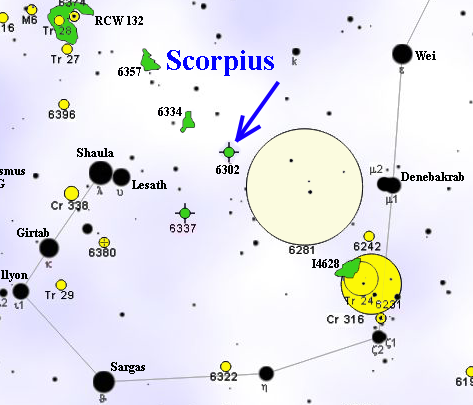
Posição da NGC 6302 (Nebulosa Borboleta)

Ele apresentava em algumas das primeiras imagens lançadas após a última missão de manutenção do Telescópio Espacial Hubble, em setembro de 2009.